# Lagos
Lagos Nigéria legnagyobb városa és konurbációja, illetve Afrikában Kairó után az egyik legnagyobb, 2023-ban mintegy 14,5 millió fővel. Korábban Nigéria fővárosa (a mai főváros Abuja) és ma is az ország gazdasági-kereskedelmi központja.
A The Economist magazin élhetőségi rangsorán, (amelyben 0 százalék kivételesen jó életminőséget, 100 százalék kibírhatatlan körülményeket jelent), Lagos 60,1%-os besorolást kapott és így 132 város közül a 130. helyre került (Dakka és Algír előtt). Afrika egyik legveszélyesebb nagyvárosa.

## Földrajza
A város kezdetben szigetekre települt, mint amilyen a Lagos-sziget, amelyeket az Atlanti-óceán felől hosszú homokpadok tesznek védetté. A város maga részben a Lagos-lagúna nyugati partján, annak tengeri kijáratánál fekszik, a szárazföldbe északi irányban benyúlva. Az Ikeja, Agege és más külvárosokat is magába foglaló konurbáció több, mint 40 kilométerre nyúlik be a szárazföldbe a Lagos-szigettől.

## Éghajlat

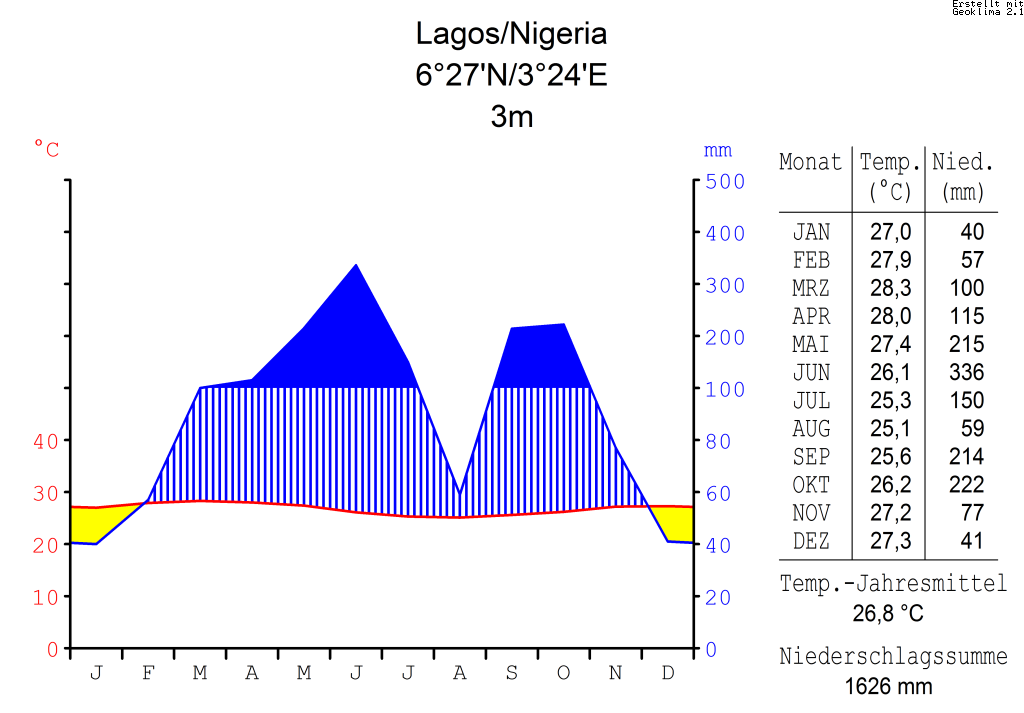
Klímadiagramm

Lagos éghajlata trópusi. Az évi középhőmérséklet 26,8 °C, az évi csapadék mennyisége 1626 mm.
A nyári hónapokban a hőmérő higanyszára 28 °C és 31 °C között mozog, míg a téli időszakban 21 °C és 23 °C között.
Az esős évszak május és október között van. A legtöbb csapadék júniusban esik (336 mm), míg a legkevesebb januárban 40 mm.

## Története
Lagos-szigetet valószínűleg a 14. században a halászattal és mezőgazdasággal foglalkozó olofin népcsoport lakta. A szigetet az uralkodó felosztotta a 10 fia között.
1472-ben a portugál Ruy de Sequeira szállt partra első európaiként és a Lago de Curamo nevet adta a területnek. Később az itt kiépített települést Lagosnak nevezték el a portugál település után. Hamarosan megjelentek az első rabszolga-kereskedők.
1841-ben Akitoye király megakadályozta a rabszolga-kereskedelem folytatását, azonban négy évvel később unokaöccse, Kosoko megbuktatta őt. Csak a britek érkezése után szűnt meg véglegesen a rabszolgák elhurcolása. 1851. december 26-án és 27-én 5 csatahajóval érkeztek meg a britek és legyőzték Kosoko hadseregét. 1852-ben ismét Akitoye lett a király, de még abban az évben meg is halt. A britek végül 1861-ben annektálták a várost. A következő év első napján angol protektorátus lett Lagos.
1886-ban megépítették az első telefonközpontot és a vasutat is megépítették. Azonban a britek komoly harcokat vívtak a jorubák ellen. 1906-ban Lagos Dél-Nigériai Protektorátus része lett. 1914-ben létrehozták Nigériát, aminek a fővárosa Lagos lett. Az 1920-as években több függetlenségi párt alakult: a Nigerian National Democratic Party, a Nigerian Youth Movement és a National Council of Nigeria and the Cameroons.
1945-ben 45 napon keresztül teljes sztrájk volt az országban. A függetlenség kikiáltása után Lagos lett Nigéria fővárosa. 1991-ben ezt elvesztette, mert Abujába költöztek át a kormányszervek.

## Népesség

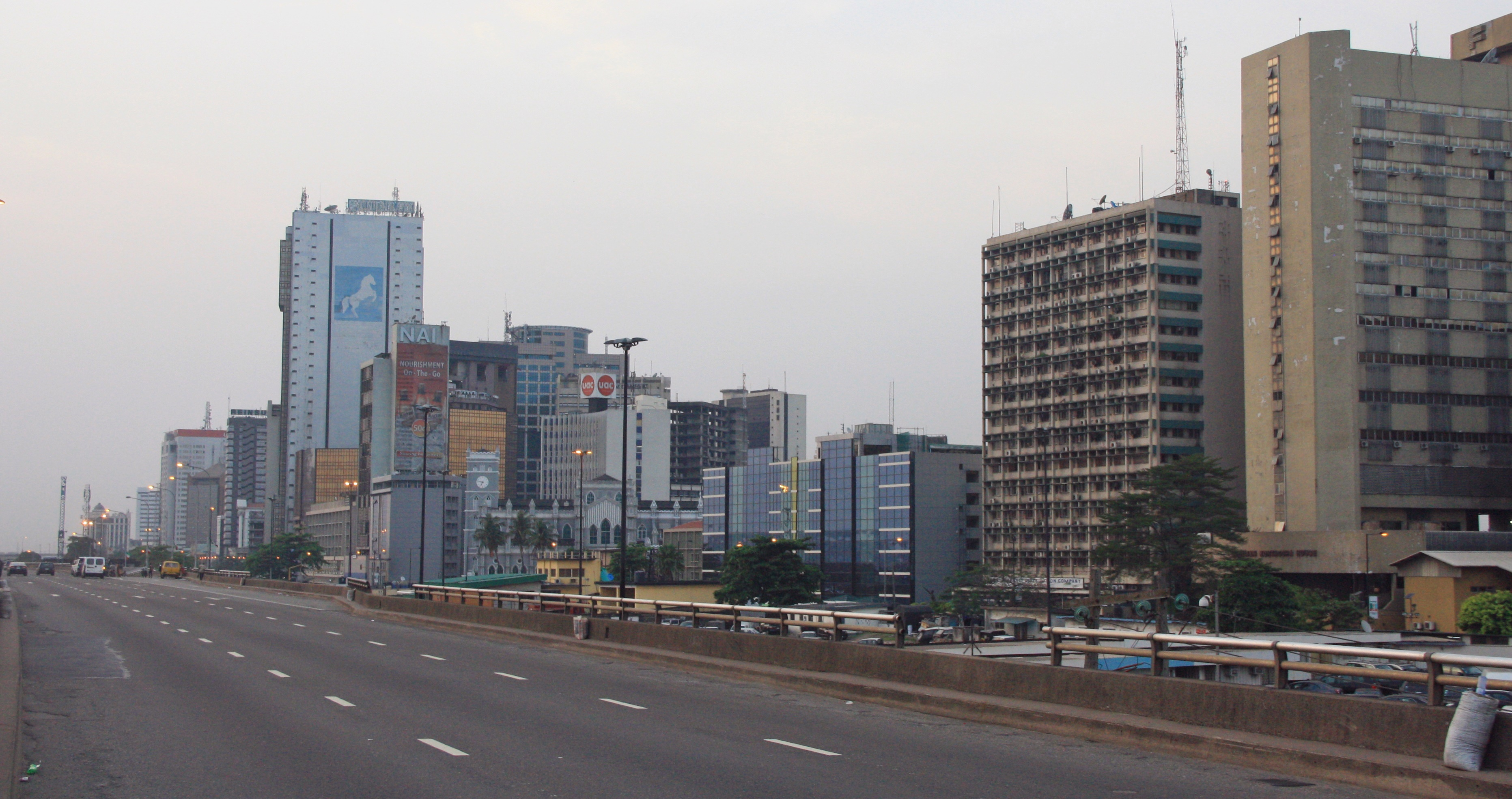
Lagos üzleti negyede

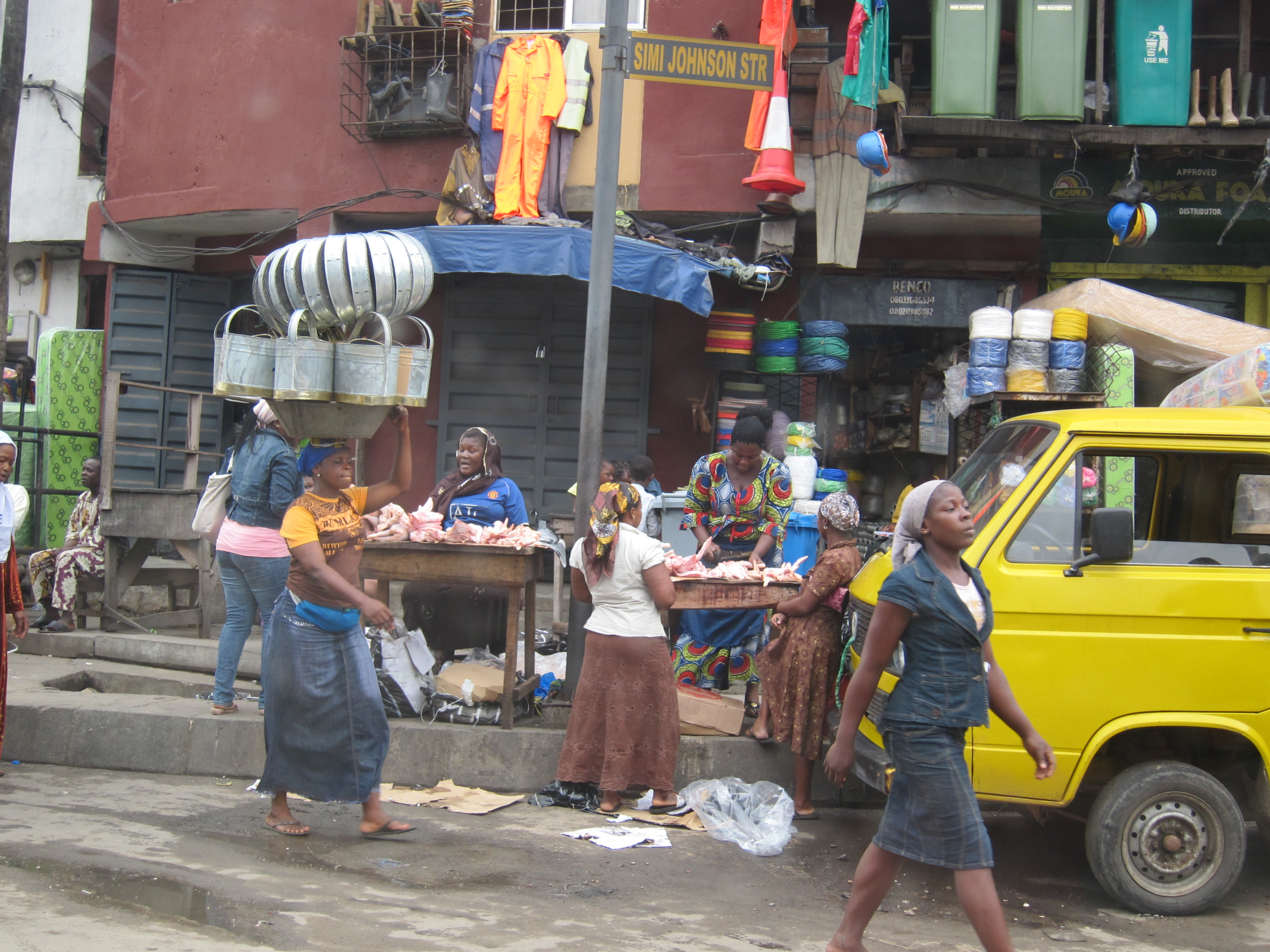
Utcakép

Az ENSZ 2016-os becslése alapján a város lakossága 2030-ban 17 380 000 fő lehet.
| Év   | Lakosság |
| ---- | -------- |
| 1901 | 37 000   |
| 1911 | 73 766   |
| 1921 | 99 690   |
| 1931 | 126 108  |
| 1939 | 158 500  |
| 1952 | 272 000  |

| Év   | Lakosság  |
| ---- | --------- |
| 1963 | 665 000   |
| 1971 | 1 200 000 |
| 1982 | 1 404 000 |
| 1987 | 3 800 000 |
| 1991 | 5 195 247 |
| 2006 | 7 937 932 |

## Látnivalók
A Nemzeti Múzeum Onikan városrészben található a Lagos-szigeten. A múzeumban régészeti és etnográfiai gyűjtemények vannak kiállítva. A Jankara-piac is ebben a városrészben található. Ez a város legnagyobb piaca, ahol építőanyagokat és fűszereket is árulnak a gyümölcs és zöldség mellett.
A Lagos-sziget, az Ikoyi-sziget és a Victoria-sziget között 3 hidat találunk: Eko híd, Carter híd, Third Mainland híd.

## Közigazgatás
Lagosban nincs egységeges igazgatás. Lagost a Lagos City Council (LCC) irányítja. Nagy-Lagos 16 helyi önkormányzati területből áll.
Lagos szövetségi állam 1967. május 27-e óta 20 helyi önkormányzati területből áll.
| Név              | Terület (km²) | Lakosság (2006) | Népsűrűség (fő/km²) |
| ---------------- | ------------- | --------------- | ------------------- |
| Agege            | 11,20         | 459 939         | 41 066              |
| Ajeromi-Ifelodun | 12,33         | 684 105         | 55 483              |
| Alimosho         | 185,20        | 1 277 714       | 6 899               |
| Amuwo-Odofin     | 134,58        | 318 166         | 2 364               |
| Apapa            | 26,66         | 217 362         | 8 153               |
| Eti-Osa          | 192,35        | 287 785         | 1496                |
| Ifako-Ijaye      | 26,61         | 427 878         | 16 080              |
| Ikeja            | 46,16         | 313 196         | 6 785               |
| Kosofe           | 81,41         | 665 393         | 8 173               |
| Lagos Island     | 8,66          | 209 437         | 24 184              |
| Lagos Mainland   | 19,47         | 317 720         | 16 318              |
| Mushin           | 17,48         | 633 009         | 36 213              |
| Ojo              | 158,16        | 598 071         | 3 781               |
| Oshodi-Isolo     | 44,76         | 621 509         | 13 885              |
| Shomolu          | 11,55         | 402 673         | 34 863              |
| Surulere         | 23,00         | 503 975         | 21 912              |
| Összesen         | 999,58        | 7 937 932       | 7 941               |

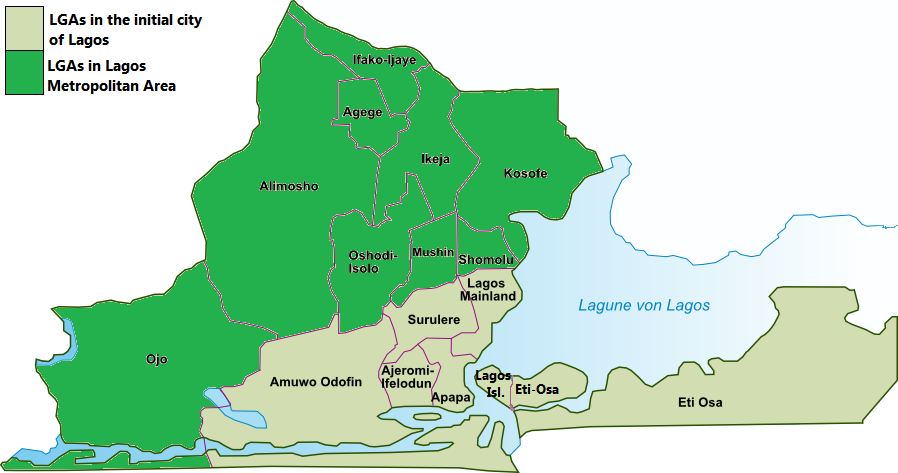
Önkormányzati területek

forrás: National Bureau of Statistics

## Képzés

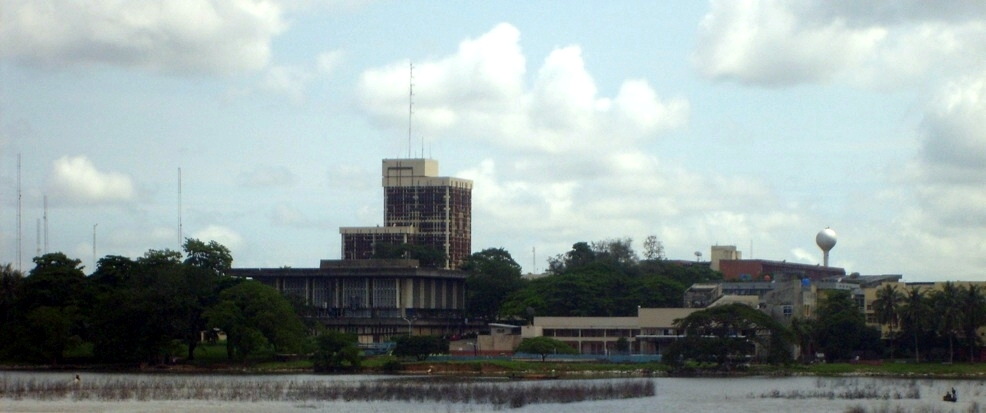
Lagosi Egyetem

A városban számos egyetem, főiskola és szakiskola működik. A következő egyetemek működnek: University of Lagos, Cetep University, Lagos City University és Pan-African University. Ezenkívül léteznek bentlakásos iskolák is: Igbobi College, a King's College, a Methodist Boy's High School, a Nigerian Institute of Medical Research, a Queen's College és a Vivian Fowler Memorial College for Girls.
University of Lagos egy állami egyetem. 1962-ben alapították és 39 ezer diákja és 3 365 dolgozója van.
A National Library of Nigeria az ország legnagyobb könyvtára.

## Közlekedés

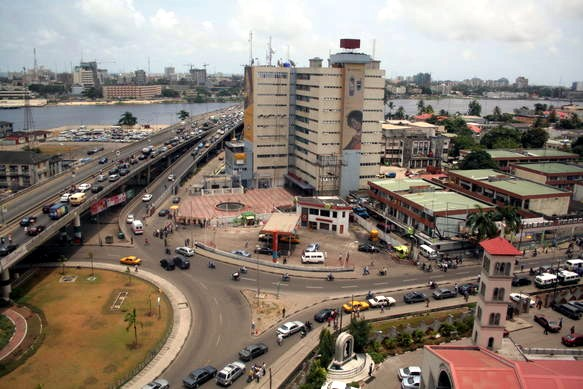
Városkép

Egy utca a városban

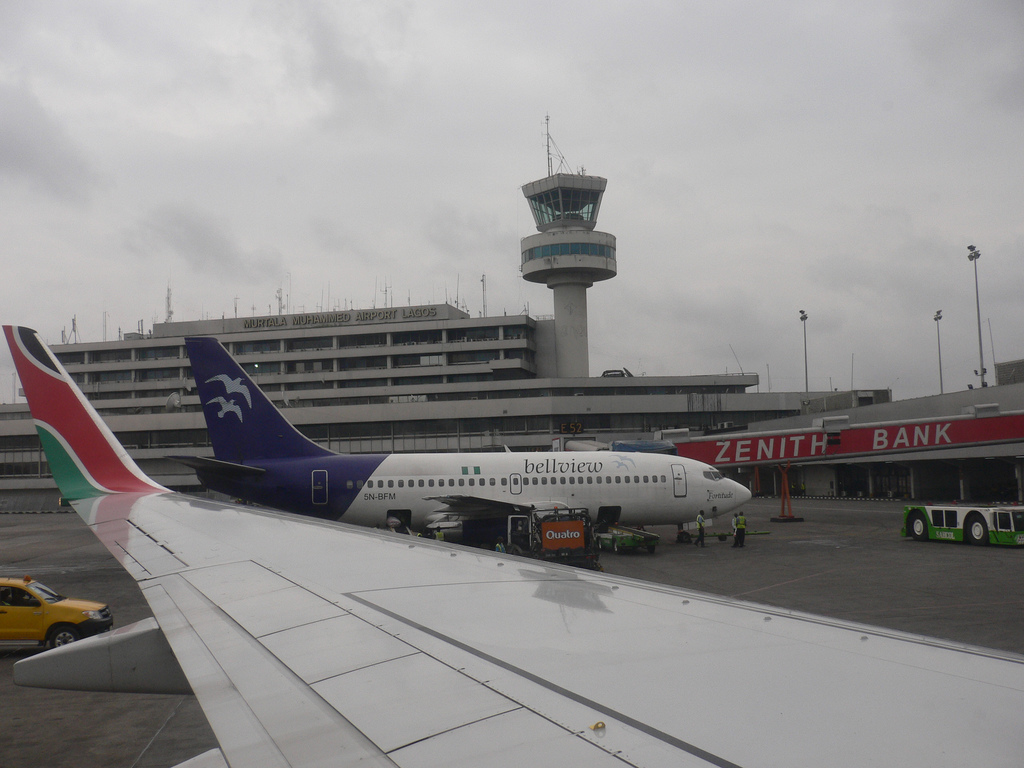
Murtala Muhammed nemzetközi repülőtér

A város a legfontosabb közlekedési csomópont az országban.
A Lufthansa naponta közlekedtet egy járatot Frankfurt am Mainból Lagosba a Murtala Muhammed nemzetközi repülőtérre.
Apapa városrészből indulnak a vonatok Ibadanba, Kadunaba és Kanoba.
Lagos a végpontja három Transzafrikai útnak: Dakar-Lagos (Transz-Nyugat-Afrikai út), Algír-Lagos (Transz-Szaharai út) és Mombasa-Lagos.
A városi közlekedést a Lagos Metropolitan area Transport Authory irányítja.

## Sport
Az ország labdarúgó-válogatottjának a székhelye Lagosban található. A város legismertebb labdarúgócsapata a Julius Berger FC. A csapat 1991 és 2000 között országos bajnok volt. 2006-ig az első osztályban játszott. Az edzésük az Onikan Stadionban van, ami 5000 férőhelyes. További ismert csapat a Stationery stores, amely csapat 1992-ben volt országos bajnok.

## A város szülöttei
- Herbert Macaulay (1864-1946), politikus
- Tafawa Balewa (1912–1966), miniszterelnök 1957–1966
- Akin Euba (*1935), zeneszerző
- Anthony Olubunmi Okogie (*1936), Lagosi érsek és Kardinális
- Claude Ake (1939–1996), szociológus
- Tony Oladipo Allen (*1940), dobos, zeneszerző
- Buchi Emecheta (*1944), írónő
- Nojim Maiyegun (*1944), ökölvívó, Tokióban 1964-ben bronzérmes
- Hakeem Olajuwon (*1963), kosárlabdázó
- Keziah Jones (*1968), gitáros
- Benedict Akwuegbu (*1974), labdarúgó
- Ademola Okulaja (*1975), német kosárlabdázó
- Florence Ekpo-Umoh (*1977), német könnyűatléta
- Stephen Ayodele Makinwa (*1983), labdarúgó

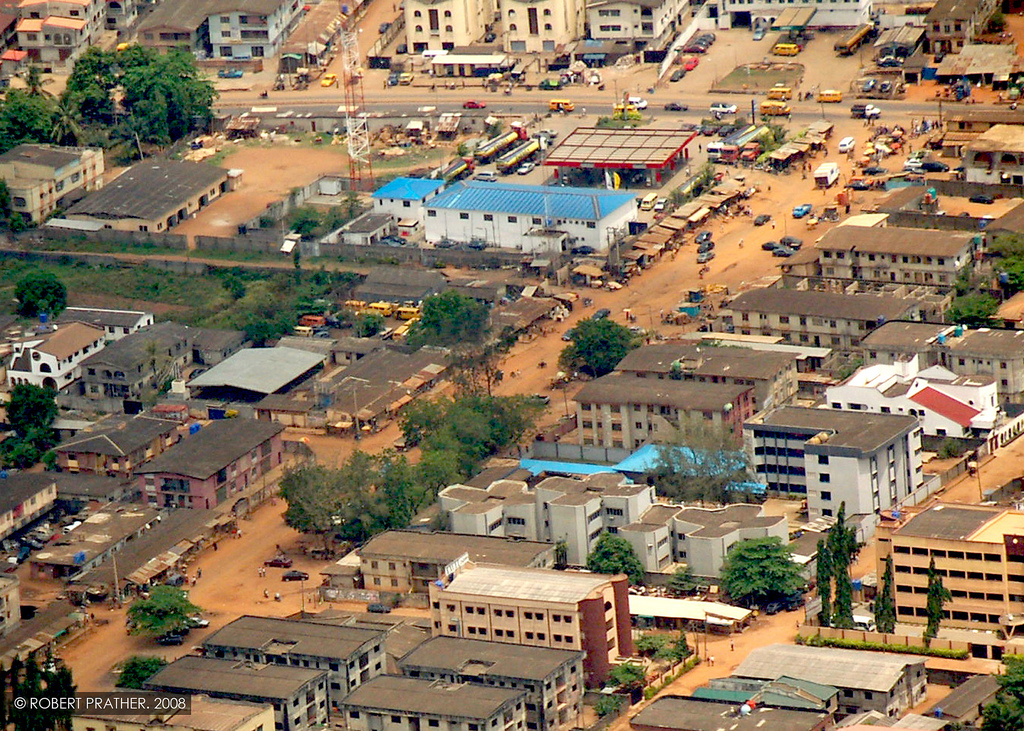
Lagos egy képe

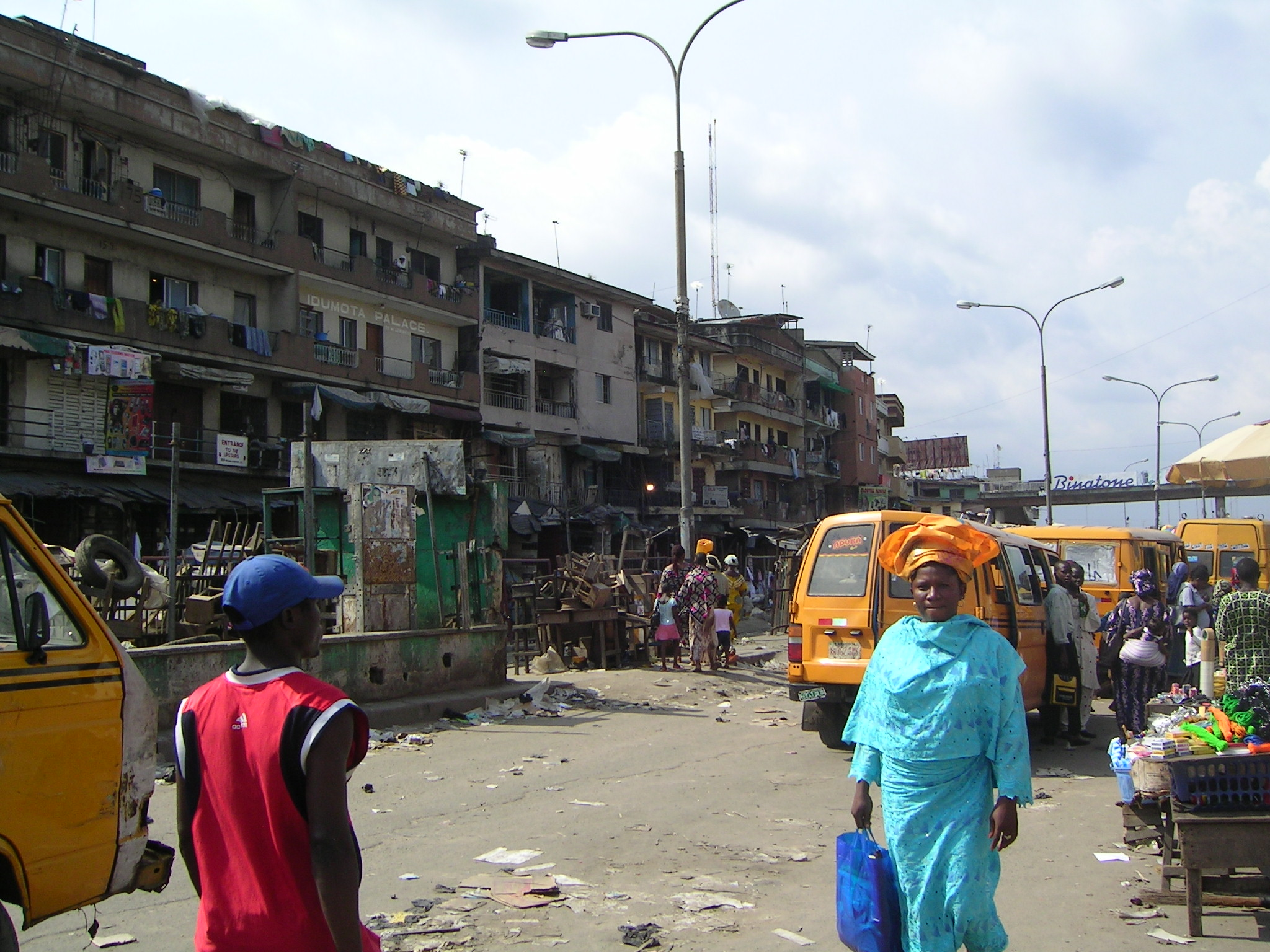
Utcakép, Broad Str.

- Obafemi Martins (*1984), labdarúgó
- Taye Taiwo (*1985), labdarúgó
- Sunny Obayan (*1988), labdarúgó

## Testvértelepülések
- Amerikai Egyesült Államok, Atlanta, (1974)